# Detlev Buck
Detlev Buck [ˈdɛt.lɛf bʊk] , né à Bad Segeberg (Schleswig-Holstein, en Allemagne) le 1er décembre 1962 , est un réalisateur et acteur allemand.

## Biographie
Detlev Buck grandit dans la ferme familiale de Nienwohld dans le Schleswig-Holstein. Il entame après son Abitur et son service civil un apprentissage comme cultivateur. Durant cette période, il tourne à 21 ans son premier film Erst die Arbeit und dann?, puis intègre l'école de cinéma Deutsche Film- und Fernsehakademie Berlin (dffb) où il étudie de 1985 à 1989. Certains des films tournés au sein de cette école seront par la suite diffusés à la télévision ou au cinéma.
En 1991 il fonde avec Claus Boje sa propre maison de production, BojeBuck Filmproduktion GbR qui deviendra BojeBuck Produktion GmbH. Cette société produit son premier long métrage Karniggels. En 1993, Buck se fait remarquer pour son film Tous les moyens sont bons (Wir können auch anders...) qui retient l'attention du jury international de la Berlinale. Avec Männerpension (1996), Buck entame une série de films à succès dans les années 1990.
Buck apparaît régulièrement dans ses productions comme interprète ou simple caméo. Buck obtient des rôles dans plusieurs films de Leander Haußmann (Kabale und Liebe, Herr Lehmann, Sonnenallee, NVA) ou encore dans Blue Moon (film, 2002) et Aimée et Jaguar. Il interprète également un petit rôle dans le film de Michael Haneke Le Ruban blanc, récompensé d'une Palme d'or en 2009.
Dans la deuxième moitié des années 2000, Buck revient vers la réalisation avec notamment Les Enragés et Same Same but Different où le jeune David Kross tient le rôle principal.
Buck travaille également comme réalisateur de films publicitaires au sein de la société Silbersee Film GmbH qu'il dirige. Il est notamment l'auteur des publicités pour la bière Flensburger Pilsner qui portent la marque de l'humour de Buck. En octobre 2005, Buck devient présentateur de l'émission de critique cinématographique Cinematalk sur la chaîne N24. Il est membre depuis 2005 de la Freie Akademie der Künste in Hamburg (« Académie libre des arts de Hambourg »).
En 2011, il réalise et joue dans la comédie romantique sur le travestissement Jeux de rôles qui fait deux millions d'entrées au cinéma allemand.
Detlev Buck a trois filles et vit à Berlin et à Nienwohld.

## Filmographie[2]

### Acteur

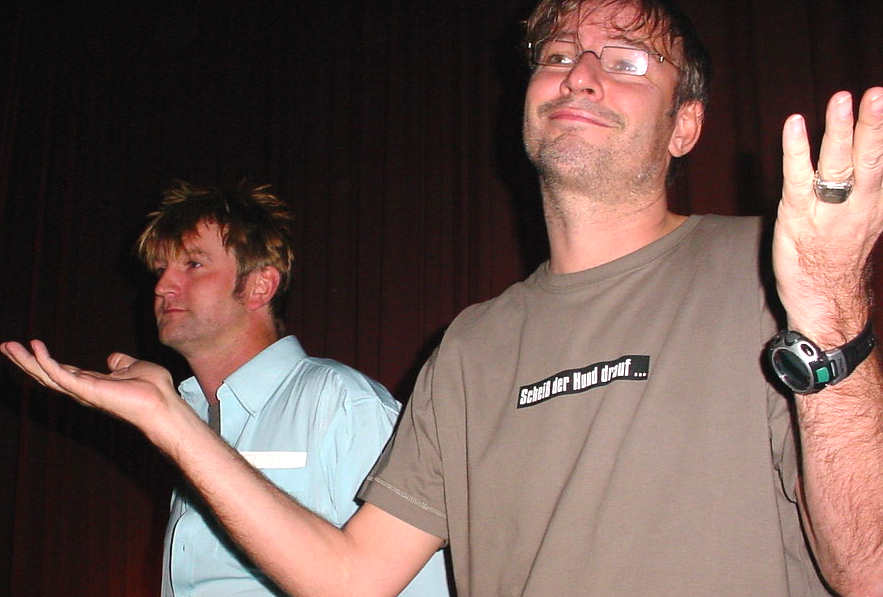
Detlev Buck (gauche) et Leander Haußmann (droite) après la projection de Herr Lehmann au festival de Biberach de 2003.

- 1985 : Erst die Arbeit und dann? : Gerhard Ramm
- 1990 : Alles offen
- 1990 : Hopnick : Hopnick
- 1992 : Kinderspiele
- 1993 : Tous les moyens sont bons (Wir können auch anders...) : skinhead
- 1994 : Alles auf Anfang : chauffeur
- 1995 : Bismarckpolka : chauffeur de taxi
- 1995 : Küß mich! : détective du magasin
- 1995 : Unter der Milchstraße
- 1996 : Männerpension : Hammer-Gerd
- 1998 : Lift : Removal man 1
- 1998 : Candy
- 1998 : Aime ton prochain (Liebe deine Nächste!) : Bettler  /  Jakob  /  SEK-Fahrer
- 1999 : Aimée et Jaguar : Günther Wust
- 1999 : Sonnenallee : ABV
- 1999 : Der grosse Bagarozy : homme dans le train
- 2000 : Flashback – Mörderische Ferien : Psychiater
- 2000 : Fernes Land Pa-Isch : 1er policier
- 2000 : LiebesLuder : Wusch
- 2001 : Kuscheldoktor : Bernd
- 2002 : Platzangst : Herr Wagner
- 2002 : Blue Moon : Ignaz Springer
- 2003 : Herr Lehmann : Karl
- 2003 : Une offrande musicale (Mein Name ist Bach) : douanier
- 2004 : Nacktschnecken : Harry
- 2005 : NVA : Oberst Kalt
- 2007 : Midsummer Madness : Axel
- 2007 : Hände weg von Mississippi : le gendarme Otto
- 2008 : Der Mond und andere Liebhaber : chauffeur de camion
- 2008 : Robert Zimmermann wundert sich über die Liebe : Eberhard
- 2008 : Die Geschichte vom Brandner Kaspar : von Zieten
- 2009 : Contact High : Harry
- 2009 : Le Ruban blanc (Das weisse Band - Eine deutsche Kindergeschichte) : le père d'Eva
- 2009 : Zwölf Meter ohne Kopf : marchand d'armes
- 2011 : Jeux de rôles (Rubbeldiekatz) : Jürgen Honk (aussi réalisateur)
- 2012 : En attendant la mer : Balthazar
- 2013 : Whisper : Libres comme le vent : Dr Anders
- 2014 : Bibi et Tina, le film (Bibi & Tina - der Film) : Dr Eichhorn
- 2016 : Ferien de Bernadette Knoller
- 2025 : Une enfance allemande Île d'Amrum, 1945 (Amrum) de Fatih Akin

### Réalisateur
- 1985 : Erst die Arbeit und dann?
- 1986 : Normal bitte
- 1987 : Worauf wir abfahren
- 1987 : Eine Rolle Duschen
- 1988 : Was drin ist
- 1990 : Hopnick
- 1990 : Schwarzbunt Märchen
- 1991 : Karniggels
- 1993 : Tous les moyens sont bons (Wir können auch anders...)
- 1995 : Der Elefant vergißt nie
- 1996 : Männerpension
- 1998 : Aime ton prochain (de) (Liebe deine Nächste!)
- 2000 : LiebesLuder (de)
- 2006 : Les Enragés (Knallhart)
- 2007 : Hände weg von Mississippi (de)
- 2009 : Same Same but Different
- 2011 : Jeux de rôles (Rubbeldiekatz)
- 2012 : Les Arpenteurs du monde (Die Vermessung der Welt)
- 2014 : Bibi et Tina, le film (Bibi & Tina)
- 2014 : Bibi et Tina : Complètement ensorcelée ! (Bibi & Tina voll verhext!)
- 2016 : Bibi et Tina : Filles contre Garçons (Bibi & Tina: Mädchen gegen Jungs)
- 2017 : Bibi et Tina : Quel tohubohu ! (Bibi & Tina: Tohuwabohu Total)
- 2018 : Asphaltgorillas (de)
- 2018 : Wuff (de)
- 2020 : Un très mauvais plan (de) (Wir können nicht anders)
- 2021 : Les Confessions du chevalier d'industrie Félix Krull (de) (Bekenntnisse des Hochstaplers Felix Krull)
- 2022 : Bibi und Tina: Einfach anders (de)